# 白花龙船花
白花龙船花（学名：Ixora henryi），为茜草科龙船花属下的一个物种。